# Pietro Arcari
Pietro Sante Arcari III (ur. 2 grudnia 1909 w Casalpusterlengo, zm. 8 lutego 1988 w Cremonie) – włoski piłkarz występujący na pozycji napastnika. Jego bracia Bruno Arcari oraz Angelo Arcari również byli piłkarzami.
W 1934 roku Vittorio Pozzo powołał go do reprezentacji Włoch na mistrzostwa świata. Na mundialu tym nie rozegrał jednak ani jednego meczu.
W Serie A rozegrał 255 spotkań i zdobył 82 bramki.